# Lermontovite
La lermontovite è un minerale.